# United States Under Secretary of State
Der Under Secretary of State ist ein Beamter der dritthöchsten Hierarchie-Ebene im Außenministerium der Vereinigten Staaten (State Department), vergleichbar mit dem Abteilungsleiter im deutschen Auswärtigen Amt. Historisch war der Under Secretary von 1919 bis 1972 der zweithöchste Beamte im Ministerium und damit der erste Stellvertreter des Außenministers; dem jeweiligen Amtsinhaber oblagen Aufgaben in der Leitung des Ministeriums. Zuvor hatten der Chief Clerk, der Assistant Secretary of State (in der historischen Amtsbezeichnung) und zuletzt seit 1913 der Counselor of the Department of State diese Position inne.

## Entwicklung des Amtes seit 1972 bis heute
Im Zuge der Neuordnung des Außenministeriums im Jahr 1972 wurde die Position des Under Secretary of State neu definiert. Bereits zuvor hatte es zeitweise einen Under Secretary of State for Political Affairs und einen Under Secretary of State for Economic Affairs gegeben; diese Posten wurden nun dauerhaft eingerichtet. Hinzu kam ein Under Secretary of State for International Security Affairs. Im Laufe der Jahre wurden drei weitere Amtsträger berufen: der Under Secretary of State for Management (1978), der Under Secretary of State for Democracy and Global Affairs (1994) und der Under Secretary of State for Public Diplomacy and Public Affairs (1999). Nachdem manche Posten eine Umbenennung erfuhren, gibt es heute die folgenden sechs Under Secretaries/Abteilungsleiter:
- Political Affairs: William Joseph Burns bis 2011, bis 2015: Wendy Sherman
- Management: Patrick F. Kennedy seit 2007
- Economic Growth, Energy, and the Environment: Robert Hormats
- Public Diplomacy and Public Affairs: Judith McHale bis 2011, seit 2014: Richard Stengel
- Arms Control and International Security Affairs: bis 2012: Ellen Tauscher, seit 2012: Rose Gottemoeller
- Democracy and Global Affairs: Maria Otero (seit 2009)

## Liste der Amtsinhaber von 1919 bis 1972
| Name                             | Amtszeit                            | diente unter Präsident                 |
| -------------------------------- | ----------------------------------- | -------------------------------------- |
| Frank Lyon Polk                  | 1. Juni 1919–15. Juni 1920          | Woodrow Wilson                         |
| Norman Hezekiah Davis            | 15. Juni 1920–7. März 1921          | Woodrow Wilson, Warren G. Harding      |
| Henry Prather Fletcher           | 8. März 1921–6. März 1922           | Warren G. Harding                      |
| William Phillips                 | 26. April 1922–11. April 1924       | Warren G. Harding, Calvin Coolidge     |
| Joseph Clark Grew                | 16. April 1924–30. Juni 1927        | Calvin Coolidge                        |
| Robert E. Olds                   | 1. Juni 1927–30. Juni 1928          | Calvin Coolidge                        |
| Joshua Reuben Clark              | 31. August 1928–19. Juni 1929       | Calvin Coolidge, Herbert Hoover        |
| Joseph P. Cotton                 | 20. Juni 1929–10. März 1931         | Herbert Hoover                         |
| William Richards Castle          | 2. April 1931–5. März 1933          | Herbert Hoover, Franklin D. Roosevelt  |
| William Phillips                 | 6. März 1933–23. August 1936        | Franklin D. Roosevelt                  |
| Benjamin Sumner Welles           | 21. Mai 1937–30. September 1943     | Franklin D. Roosevelt                  |
| Edward Reilly Stettinius         | 4. Oktober 1943–30. November 1944   | Franklin D. Roosevelt                  |
| Joseph Clark Grew                | 20. Dezember 1944–15. August 1945   | Franklin D. Roosevelt, Harry S. Truman |
| Dean Gooderham Acheson           | 16. August 1945–30. Juni 1947       | Harry S. Truman                        |
| Robert Abercrombie Lovett        | 1. Juli 1947–20. Januar 1949        | Harry S. Truman                        |
| James Edwin Webb                 | 28. Januar 1949–29. Februar 1952    | Harry S. Truman                        |
| David Kirkpatrick Este Bruce     | 1. April 1952–20. Januar 1953       | Harry S. Truman                        |
| Walter Bedell Smith              | 9. Februar 1953–1. Oktober 1954     | Dwight D. Eisenhower                   |
| Herbert Clark Hoover Jr.         | 4. Oktober 1954–5. Februar 1957     | Dwight D. Eisenhower                   |
| Christian Archibald Herter       | 21. Februar 1957–22. April 1959     | Dwight D. Eisenhower                   |
| Clarence Douglas Dillon          | 12. Juni 1959–4. Januar 1961        | Dwight D. Eisenhower                   |
| Chester Bliss Bowles             | 25. Januar 1961–3. Dezember 1961    | John F. Kennedy                        |
| George Wildman Ball              | 4. Dezember 1961–30. September 1966 | John F. Kennedy, Lyndon B. Johnson     |
| Nicholas deBelleville Katzenbach | 3. Oktober 1966–20. Januar 1969     | Lyndon B. Johnson                      |
| Elliot Lee Richardson            | 23. Januar 1969–23. Juni 1970       | Richard Nixon                          |
| John Nichol Irwin                | 21. September 1970–12. Juli 1972    | Richard Nixon                          |